# Juan Antonio Véjar
Juan Antonio Véjar Melville (21 de marzo de 1966) es un político del Partido Demócrata Cristiano. Ex consejero regional de Valparaíso por la Provincia de Valparaíso.
Estudió Química en la Universidad Técnica Federico Santa María, Medicina en la Universidad de Valparaíso y Licenciatura en Derecho en la Pontificia Universidad Católica de Chile. Continuó un Diplomado en Alta Gerencia Pública.
En 2012 llegó a ejercer como presidente de la Asociación de Consejeros Regionales de los Gobiernos Regionales.
Se desempeña en la actualidad en la Unidad Jurídica del Ministerio Secretario General de Gobierno.[actualizar]
Entre otras actividades se encuentra la dirección del Club Atlantes de Quillota, es miembro de Club Libertad de Viña del Mar, de la Comisión Jurídica ANCORE, la cual preside, y pertenece a una agrupación de constitucionalistas denominada "Plebiscito.cl".